# 成金饅頭
成金饅頭（なりきんまんじゅう）は、福岡県直方市の銘菓。

## 概要
「饅頭」と称しているが、一種のどら焼きとも言える。中身は白餡で、餡には原料のうずら豆の食感が残っており、生地は通常のどら焼きと比べるとモチモチして弾力がある。
現在では直径9cmほどの小ぶりなものも売られているが、20cmから30cm程ある大きなサイズのものも存在する。大きいサイズの方が元々の形で、特に「丸くおさめる」という縁起物とされている。地元では贈答用や結婚式の引出物に用いられ、年末年始は親類の集まりや帰省客などの購入が大きく増える。
また、成金饅頭にはねじり梅の焼印が押されている。饅頭が大きく見えると好評であったため定着したものとされているが、この焼印が押されるようになった時期やデザインにねじり梅が採用された経緯など、詳しいことは分かっていない。

## 歴史
成金饅頭は投機に失敗したある青年が生み出したとされている。明治時代のこと、日露戦争で物資の値が高騰することを見込んだ青年はうずら豆を大量に買い込んだ。しかしその直後に日露戦争は終結。相場は暴落し、青年は貨車数台分のうずら豆を抱えることとなった。途方に暮れた青年が大量の豆を処分するためにうずら豆から白餡を作り饅頭を製造したところ、好評な売れ行きを博したのが成金饅頭の始まりであるとされている。当時の筑豊では重労働で疲労した炭鉱労働者たちに甘い菓子類が大変好まれていた。
「成金」の名称については、炭鉱で財を成した成金が多かったため、地元で炭鉱王と呼ばれた貝島太助が名付けたため、鉱山機械を売って財を成した沼田槌蔵にちなんだなど諸説がある。
最盛期の1950年代には10軒ほどの店で作られていたが、炭鉱の衰退とともに2020年の時点では大石、喜久屋、博多屋、まとやの4軒まで減少した。一方で、近年ではインターネットや電話による通信販売での売れ行きが伸びている。2000年には直方市出身の魁皇が大関に昇進したのを記念して魁皇の焼印を押したものが商品化され、九州場所期間中やイベントなどで販売されるようになった。　